# Moncoutant
Moncoutant est une commune déléguée de Moncoutant-sur-Sèvre dans le centre-ouest de la France située dans le département des Deux-Sèvres en région Nouvelle-Aquitaine. 
Ses habitants sont les Moncoutantais.

## Géographie
Moncoutant, commune de 3 075 habitants en 2008, est située sur la Sèvre Nantaise au nord du département des Deux-Sèvres, à 50 km au nord de Niort. Elle est située dans une zone de bocage à 15 km à l'ouest de Bressuire.

### Localisation et communes limitrophes
|                    | Courlay Saint-Jouin-de-Milly | Chanteloup              |
| La Forêt-sur-Sèvre | Moncoutant                   | Pugny Le Breuil-Bernard |
|                    | Moutiers-sous-Chantemerle    |                         |

### Voies de communication et transports
Moncoutant est desservie en autocars par le réseau Tréma (lignes 4, 111, 112, 117 et 118) et par la ligne 15 du réseau régional.

## Toponymie
Le nom Moncoutant doit son nom à la colline sur laquelle elle est bâtie, Mons Contantius ou Mons Contantis au XIIe siècle, Moncostanz en 1215, Mons Constancii en 1300. Moncoutant, relève de Thouars, 1470 (Histoire de Thouars par Imbert, 175), Saint-Gervais et Saint-Protais de Montcoutant,.

## Histoire

### Archéologie de Moncoutant
Il y a presque 50 millions d’années, la région de Moncoutant est au bord d’un large fleuve l’Yprésis. De l’époque protohistorique subsiste une sculpture de granit en forme de tête de bélier.
Le peuplement de Moncoutant remonte au Néolithique.
Au lieu-dit le Noir, R. Alexandre a recueilli un cristal de quartz à proximité d'une pointe de flèche à retouches bifaciales ; à la Pierre Plate, les Grosses Pierres, les Pierres et les Pierres Folles, furent également découvertes des haches polies, par le même R. Alexandre. Enfin à la Basse Burelière, découverte d'une pointe de lance (métal) dans les alluvions de la Sèvre Nantaise, ainsi que deux anneaux en bronze (collection Guibert à Reims).
Divers lieuxdits suggèrent la présence de mégalithes, la Pierre plate citée par G. Pillard, non cadastrée, la Pierre, les Pierres, les Pierres folles, la Grosse Pierre et la Pierre Blanche.
Des fouilles de la Burelière ont mis au jour des pointes de lance de l’époque des Pictons.
Lors de la démolition de l'église de Moncoutant, en décembre 1888, on a exhumé plusieurs sarcophages taillés dans une pierre si friable qu’ils n'ont pas pu être conservés. Une plaque de ceinturon ainsi qu'une monnaie en provenaient. En février 1889, d’autres tombeaux orientés et « étroits  » ont été dégagés. L'époque d'utilisation de ce cimetière reste indéterminée,
À la Burelière, l'exploitation d'une sablière a entraîné la découverte de quelques vases, recueillis par R. Alexandre et la famille Guibert exploitant du site, datés de l'époque gallo-romaine : tripode à engobe noir, sigillée du II (Drag 37 à métopes et médaillons de Gaule centrale), cols d'amphores ou de vases (dont un fermé par un bouchon de liège). Il y fut découvert également une pointe de lance en bronze, une tuile gallo-romaine parfaitement conservée et divers autres objets.
Au lieu-dit la Basse-Burelière, un important site gallo-romain, localisé par R. Alexandre sur près d'un hectare, livre régulièrement de très nombreux tessons de céramique antique. On ignore tout du mètre de stratigraphie entrevu, sinon qu'on y a prélevé des  tessons à pâte rouge et grise, des fragments ornés à la molette, diverses sigillées… Aucun mur maçonné n’a été repéré bien que les tegulae et les moellons abondent dans les champs. A. Bocquet, qui prospecta le site, propose d'y voir des bâtiments liés à une exploitation agricole.

### Moyen Âge
L’abbé de Maillezais nommait le prêtre desservant de la paroisse. La châtellenie de Moncoutant dépendait du doyenné et de la baronnie de Bressuire, de la sénéchaussée de Poitiers et de l’élection de Thouars. Moncoutant formait, dès 1380, un des bailliages qui ressortissaient de la sénéchaussée de Bressuire. Le péage[précision nécessaire], inféodé dès 1402, relève de ladite baronnie (arch. Saint  Loup)[réf. nécessaire]
Du Moyen Âge on retrouve encore de nos jours de larges étendues d’eau qui alimentaient à l’époque des moulins et servaient également de réserves. Ces plans d’eau constituent encore des apports significatifs pour la Sèvre Nantaise et la Vendée.

### Temps modernes
Avec l'arrivée de la réforme protestante, les idées de Calvin gagnèrent un grand nombre d'habitants, au point que Moncoutant fut surnommée la « petite Genève » , ce qui donne son nom au Château de Genève, qui se situe dans le bourg de la commune, et qui abrite désormais le bibliothèque municipale. 
En 1702, une grave épidémie fit de nombreux morts sur la commune (68 personnes en septembre 1702)
Il y avait 400 feux (foyers) en 1750[réf. nécessaire].

### Révolution française
Le canton de Moncoutant, créé en 1790, fut  d'abord attribué au district de Châtillon-sur-Sèvre, puis à celui de Bressuire. En l'an VIII, on le réunit à l’arrondissement de Parthenay. Il se composait en 1790 des communes de Moncoutant, Le Breuil-Bernard, Pugny, La Chapelle-Saint-Étienne, La Chapelle-Seguin, Les Moutiers-sous-Chantemerle et Saint-Paul-en-Gâtine. En l'an VIII, on lui adjoignit le canton de la Chapelle-St-Laurent supprimé, c'est-à-dire les communes de la Chapelle-Saint-Laurent, Chanteloup, Clessé, Largeasse et Traye. 
Le 19 aout 1792 sur la place de l'église eut lieu le premier rassemblement d'un mouvement qui rassembla pendant quelques jours plusieurs milliers de personnes. Après avoir rejoint le château de Pugny, la petite troupe rejoignit Chatillon-sur-Sèvre (Maulèon) puis retourna sur Bressuire. Le mouvement fut écrasé sous les remparts de la ville, les insurgés laissèrent sur le terrain plusieurs centaines de morts. 
Ce mouvement fut le prélude aux guerres de Vendée qui commencèrent quelques mois plus tard. 

### Industrialisation etXIXesiècle
Du XVIIIe siècle à la fin du XIXe siècle, une importante industrie textile se développa à Moncoutant. Des moulins étaient installés au bord de la Sèvre Nantaise pour laver la laine. Par la suite, ces moulins furent utilisés pour moudre la farine.
L'arrivée du chemin de fer à Moncoutant s'est effectuée à la fin du XIXe siècle et au début du XXe siècle par la construction de la ligne Bressuire-Niort par laquelle transitait le charbon extrait du bassin houiller de Faymoreau ainsi que des voyageurs. Cette ligne fut connectée peu après à Fontenay-le-Comte, permettant ainsi d'accéder au port de La Rochelle. Elle n'existe plus aujourd'hui.
Le sol principalement granitique offre quelques marigots le long de la Sèvre qui permirent l’extraction de sable en grande quantité pour la construction de la voie de chemin de fer. Les trous d’extraction appelés « fouilles » et particulièrement à la Morinière se gorgèrent rapidement d’eau pour le plus grand plaisir des carpistes d’aujourd’hui. 

### XXesiècle
Pendant la Seconde Guerre mondiale, un groupe de résistants FFI était installé à Moncoutant. Cinq résistants du village périrent pendant l'occupation, sur dénonciation, dont le boulanger du village.

### XXIesiècle
Le 1er janvier 2019, la commune fusionne avec Le Breuil-Bernard, La Chapelle-Saint-Étienne, Moutiers-sous-Chantemerle, Pugny et Saint-Jouin-de-Milly pour former la commune nouvelle de Moncoutant-sur-Sèvre dont la création est actée par un arrêté préfectoral du 23 novembre 2018.

### Légende
La légende du Pas du Loup met en scène une sorte de Manon des Sources locale médiévale. Le rocher du « Pas du Loup »  est encore visible le long d’un minuscule cours d’eau au cœur de la commune.

## Administration

### Liste des maires
| Période      | Période  | Identité       | Étiquette | Qualité         |
| ------------ | -------- | -------------- | --------- | --------------- |
| janvier 2019 | En cours | Gilles Pétraud | DVD       | Cadre supérieur |

| Période      | Période       | Identité                             | Étiquette               | Qualité |
| ------------ | ------------- | ------------------------------------ | ----------------------- | --- |
| 1787         | 1791          | Louis Puichaud                       |                         | Propriétaire |
| 1791         | 1792          | Pierre Louis Puichaud                |                         | Propriétaire |
| 1800         | 1800          | Joseph Bernardel                     |                         | Aubergiste |
| 1800         | 1803          | François Mongadin                    |                         | secrétaire de l'administration |
| 1803         | 1813          | Jacques Delavaux                     |                         | |
| 1813         | 1814          | J M Severin Dehanne de la Saumoriere |                         | Propriétaire |
| 1814         | 1826          | Jean gallot                          |                         | Propriétaire |
| 1826         | 1829          | J M Severin Dehanne de la Saumorière |                         | |
| 1830         | 1834          | Casimir Ceran Puichaud               |                         | Propriétaire |
| 1834         | 1840          | Jacques Grelliere                    |                         | Propriétaire. |
| 1840         | 1851          | Casimir Ceran Puichaud               |                         | Propriétaire. |
| 1851         | 1853          | Charles Henry Barriou                |                         | Notaire |
| 1853         | 1853          | Belliard                             |                         | Notaire |
| 1853         | 1857          | Charles Henry Barriou                |                         | Notaire |
| 1857         | 1858          | Claude Delauzon                      |                         | Chef d'Escadron d'Artillerie |
| 1858         | 1865          | Nicolas Poupard                      |                         | Officier |
| 1865         | 1978          | Florentin Puichaud                   |                         | Propriétaire |
| 1878         | 1881          | David                                |                         | |
| 1881         | 1881          | Bonnain                              |                         | |
| 1881         | 1910          | Florentin Puichaud                   |                         | Propriétaire |
| 1910         | 1930          | Palustre de Montifaud                |                         | Propriétaire |
| 1930         | 1938          | Clovis Macouin                       |                         | Député puis Maire de Perthenay |
| 1938         | 1944          | Charles Jadeau                       |                         | |
| 1944         | 1950          | Albert Tessier                       |                         | Conseiller d'État et à la Cour de cassation |
| 1950         | 1959          | Henry Bernier                        |                         | Quincailler |
| mars 1959    | mars 1977     | Jean Lorit                           |                         | Chef d'entreprise |
| mars 1977    | mars 2008     | Michel Bécot                         | UDF-PR puis DL puis UMP | Chef d'entreprise Sénateur des Deux-Sèvres (1995 → 2014) Conseiller régional de Poitou-Charentes (1995 → 2004) Vice-président du conseil régional de Poitou-Charentes (1998 → 2004) |
| mars 2008    | octobre 2017  | Philippe Mouiller                    | UMP-LR                  | Ancien assistant parlementaire Sénateur des Deux-Sèvres (2014 → ) Conseiller régional de Poitou-Charentes (2010 → 2014)                                                             |
| octobre 2017 | décembre 2018 | Gilles Pétraud                       | DVD                     | Cadre supérieur |

## Population et société

### Démographie
L'évolution du nombre d'habitants est connue à travers les recensements de la population effectués dans la commune depuis 1793. Pour les communes de moins de 10 000 habitants, une enquête de recensement portant sur toute la population est réalisée tous les cinq ans, les populations de référence des années intermédiaires étant quant à elles estimées par interpolation ou extrapolation. Pour la commune, le premier recensement exhaustif entrant dans le cadre du nouveau dispositif a été réalisé en 2004.

En 2016, la commune comptait 3 171 habitants, en évolution de +0,03 % par rapport à 2010 (Deux-Sèvres : +0,18 %, France hors Mayotte : +2,11 %).
| 1793  | 1800  | 1806  | 1821  | 1831  | 1836  | 1841  | 1846  | 1851  |
| ----- | ----- | ----- | ----- | ----- | ----- | ----- | ----- | ----- |
| 1 800 | 1 766 | 1 613 | 1 684 | 1 822 | 1 686 | 2 026 | 2 070 | 2 065 |

| 1856  | 1861  | 1866  | 1872  | 1876  | 1881  | 1886  | 1891  | 1896  |
| ----- | ----- | ----- | ----- | ----- | ----- | ----- | ----- | ----- |
| 2 145 | 2 250 | 2 347 | 2 413 | 2 566 | 2 653 | 2 854 | 2 960 | 2 915 |

| 1901  | 1906  | 1911  | 1921  | 1926  | 1931  | 1936  | 1946  | 1954  |
| ----- | ----- | ----- | ----- | ----- | ----- | ----- | ----- | ----- |
| 2 766 | 2 772 | 2 810 | 2 558 | 2 454 | 2 358 | 2 327 | 2 387 | 2 346 |

| 1962  | 1968  | 1975  | 1982  | 1990  | 1999  | 2004  | 2006  | 2009  |
| ----- | ----- | ----- | ----- | ----- | ----- | ----- | ----- | ----- |
| 2 538 | 2 598 | 2 803 | 2 981 | 3 102 | 2 985 | 3 019 | 2 983 | 3 121 |

| 2014  | 2016  | - | - | - | - | - | - | - |
| ----- | ----- | - | - | - | - | - | - | - |
| 3 151 | 3 171 | - | - | - | - | - | - | - |

### Manifestations et évènements
Expositions  Tous les ans pendant les vacances de Noël une exposition au château de Genève présente trois artistes autour d'un thème : un peintre, un sculpteur et un écrivain. Cette initiative, appelée "L'art de la Maîtrise", regroupe aujourd'hui une autre catégorie : "Le vivier artistique du Moncoutantais" qui offre leur chance aux artistes locaux.
Les Villes Jumelées
- El Tiemblo depuis 1994 (Espagne).
- New Ross depuis 1999 (Irlande).
- Vohenstrauss depuis 2003 (Allemagne).
- Stribro depuis 2010 (Tchéquie).

## Économie
La commune est d'abord à vocation agricole, mais quelques commerces sont implantés en centre-ville. Il existe un peu d'artisanat et quelques industries. Avec l'ouverture du centre de vacances Pescalis en 2001, la commune se donne une nouvelle vocation touristique.

## Culture locale et patrimoine

### Lieux et monument

#### L'église Saint-Gervais et Saint-Protais
Elle a été agrandie de 1865 à 1867. Elle mélange les styles gothique flamboyant et roman. La base du clocher semble romane. Le pavage de la nef remploie de nombreuses pierres tombales gravées du XVIIe siècle. Les vitraux sont l'œuvre de G.P. Gustave Pierre Dagrant, peintre verrier à Bordeaux.

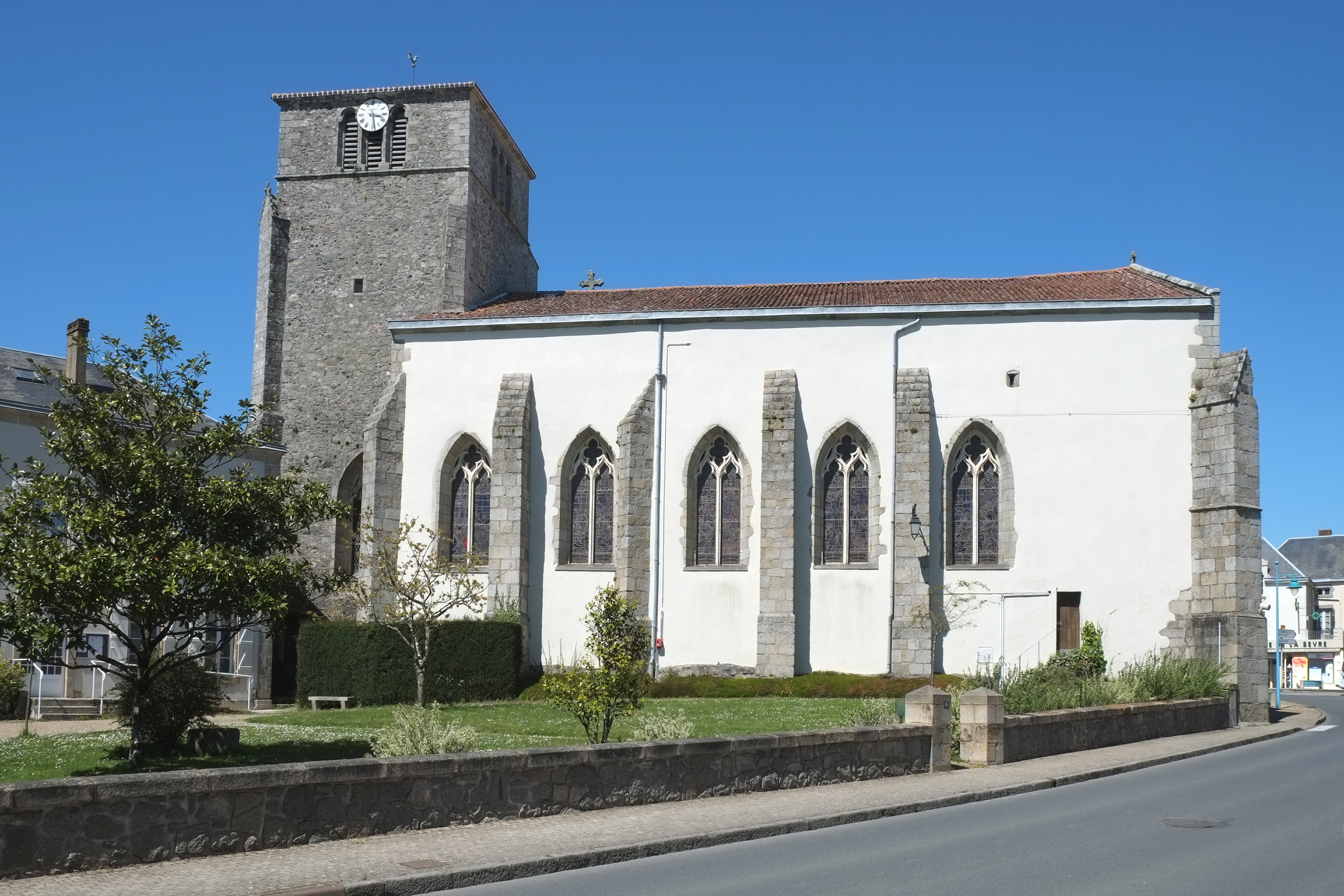
L'église Saint-Gervais et Saint-Protais.
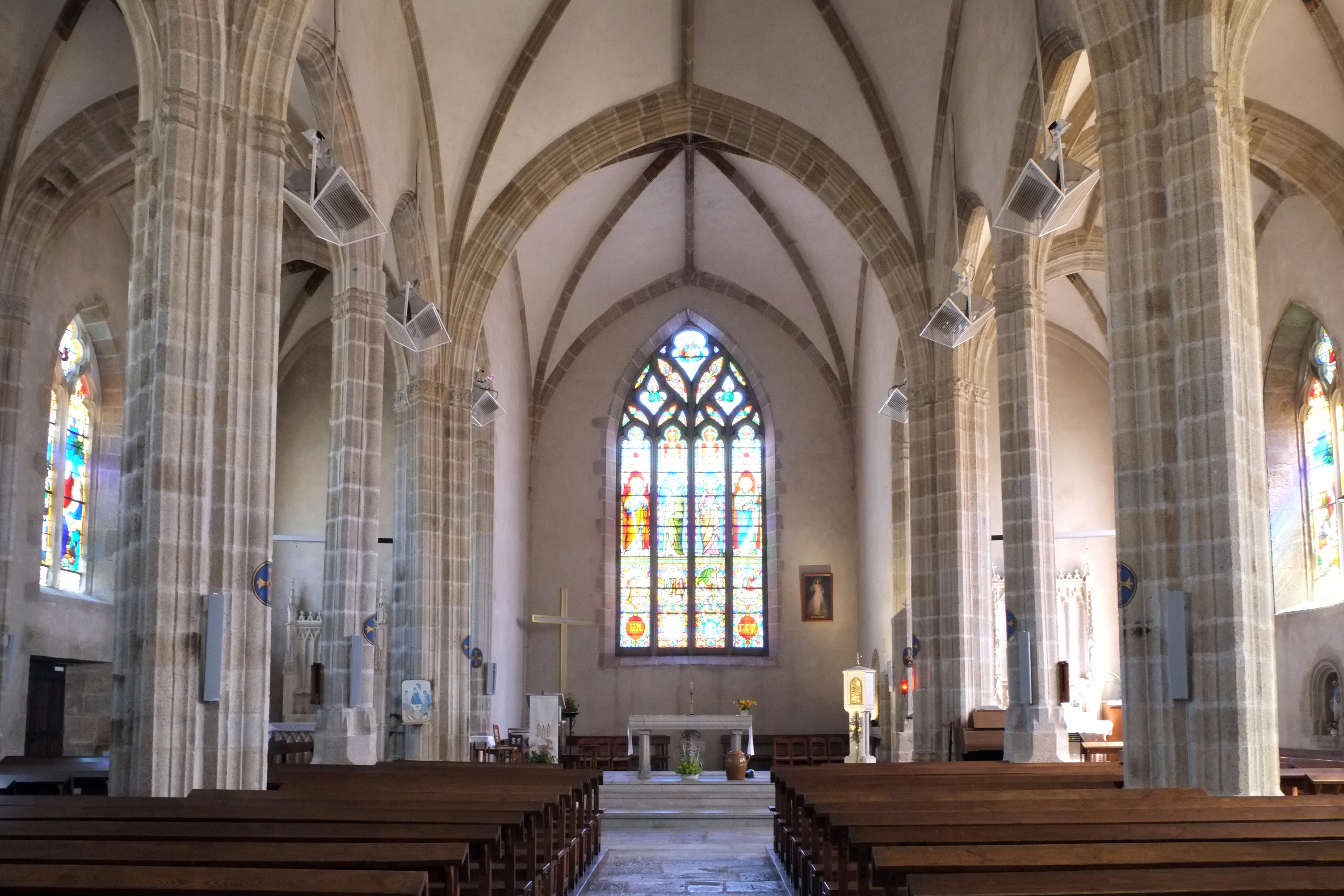
La nef de l'église Saint-Gervais et Saint-Protais.

#### Temple protestant de Moucoutant
Le premier temple est construit en 1808, au hameau de la Cournolière. Le temple protestant de Moncoutant actuel date de 1884.

### Personnalités liées à la commune
- Clovis Macouin, élu député en 1928, il devint maire de Moncoutant en 1930 jusqu'en 1938 date à laquelle il quitta Moncoutant pour Parthenay dont il devint maire par la suite. Réélu député en 1942, 1946 et 1951. Chevalier de la Légion d'honneur.
- Michel Bécot, sénateur des Deux-Sèvres de 1995 à 2014 et maire de Moncoutant de 1977 à 2008, a été fait maire honoraire[24] par Philippe Mouiller, également conseiller régional d'opposition, maire de Moncoutant le 12 septembre 2009 en présence de Jean-Pierre Raffarin (Premier ministre de 2002 à 2005).Chevalier de la Légion d'honneur.
- Jean Grellier, député du Nord Deux-Sèvres, né à Moncoutant.
- Philippe Mouiller, maire de Moncoutant de 2008 à 2017, Sénateur de 2014 à 2020, réélu sénateur en 2020.